# Thekla Lingen
Thekla Lingen, eigentlich Tekla Johanna Müller, verheiratete Lewy und Flemming (geboren am 6. Märzjul. / 18. März 1866greg. in Goldingen/Kurland; gestorben am 7. November 1931 in Berlin-Wittenau) war eine deutsche Schriftstellerin.

## Leben
Lingen entschied sich früh, Schauspielerin zu werden, und verfolgte diese Karriere ab 1880 in Sankt Petersburg, bis sie heiratete. Danach verkehrte sie weiter in den deutschsprachigen Kreisen der Stadt. Ein erster Gedichtband erschien 1898 in Berlin und wurde stark beachtet. Nach einer zweiten Gedichtsammlung und einem Novellenband in den Folgejahren gab sie die publizistische Tätigkeit auf.
Im Juli 1907 heiratete sie, mittlerweile verwitwet, den praktischen Arzt Anatole Friedrich Flemming (geboren am 20. Oktober 1866 in St. Petersburg; gestorben 15. Mai 1945 in Berlin-Schöneberg). Als Trauzeugen fungierten Karl Pracht und Max Immelen. Bei einem Bootsunglück in Finnland, wo Lingen eine Villa besaß, verstarb 1911 ihre 21-jährige Tochter Thea, eine Malerin.
Über ihr weiteres Leben ist nichts bekannt; sie starb in den Wittenauer Heilstätten.
Zwischen 1900 und 1914 wurden einige ihrer Gedichte von Franz Dannehl, Franz Bachmann und Alexander von Zemlinsky vertont. Gisela Brinker-Gabler gab 1978 einige ihrer Gedichte neu heraus.

## Werk
- Am Scheidewege. Gedichte. Schuster & Loeffler, Berlin 1898 (Volltext in der Google-Buchsuche)
- Die schönen Frauen. Novellen. Schuster & Loeffler, Berlin 1901.
- Aus Dunkel und Dämmerung. Gedichte. Schuster & Loeffler, Berlin 1902 (Volltext in der Google-Buchsuche)